# ARP
ARP je protokol za ugotavljanje MAC identitete, ki jo ima določen IP-naslov v lokalnem omrežju.